# Tine (Groupware)
Tine, bis November 2021 Tine 2.0, ist eine Groupware und Open Source. Sie ist hauptsächlich unter Version 3 der GNU Affero General Public License (AGPL) veröffentlicht und wird von der Firma Metaways Infosystems GmbH aktiv weiterentwickelt und angeboten.
Tine ist plattformunabhängig und als serviceorientierte Architektur (SOA) implementiert. Sie besteht hauptsächlich aus folgenden Teilen:
- Die Server-Komponente, diese fungiert als Datenquelle und wurde in PHP implementiert. Zur Speicherung der Daten setzt sie auf MySQL oder MariaDB.[2]
- Die Client-Komponente, diese ist die grafische Benutzeroberfläche (GUI) zur Interaktion mit dem Nutzer. Sie ist in JavaScript geschrieben und wird im Webbrowser des Nutzers dargestellt.

Weiterhin besteht Tine aus diversen Programmierschnittstellen (API), welche auf Ext JS und Zend Framework aufsetzen.

## Geschichte
Die Entwicklung von Tine begann unter dem Namen Tine 2.0 mit diversen Problemen im EGroupware-Projekt. Erste Diskussionen wurden im März 2007 geführt, worin einige Entwickler die Qualität und Umsetzung von eGroupWare verbessern wollten. Diese Diskussion wurde unter dem Stichwort eGroupWare 2.0 geführt. Im Juli 2007 wurden erste Designstudien veröffentlicht, worin eine neue Benutzerschnittstelle geschaffen werden sollte. Ende November 2007 hatten zwei von Metaways bezahlte Programmierer binnen zwei Monaten MySQL angebunden, Access Control Lists und eine neue Oberfläche implementiert, sowie eine Demo online gebracht. Die Idee hinter der Diskussion war zu dieser Zeit noch, die Codebasis von eGroupWare zu verbessern. Nicht alle Entwickler akzeptierten die vorgeschlagenen Änderungen. Das Hauptproblem bestand in der Kompatibilität zu vorherigen Versionen.
Nachdem das Namensproblem gelöst war, zog Tine 2.0 in das eGroupWare SVN Repository ein. Zu diesem Zeitpunkt bestand das Hauptziel noch darin, neue Technologien für neue eGroupWare-Versionen auszuprobieren.
Da die vorgeschlagenen Änderungen aber nicht im eGroupWare-Projekt aufgenommen wurden, spaltete sich Tine 2.0 vom eGroupWare-Projekt ab.
Die zwei Hauptentwickler von Tine 2.0 entschieden sich, Tine 2.0 als eigenständiges Projekt weiterzuführen. Tine 2.0 hat eine komplett neu entwickelte Codebasis, basiert aber auf den Erfahrungen aus dem eGroupWare-Projekt. Der Name Tine 2.0 ist eine Abkürzung für This is not eGroupWare (Dies ist nicht eGroupWare). Damit soll symbolisiert werden, dass Tine 2.0 keine Abspaltung von eGroupWare ist, sondern eine eigenständige Neuentwicklung.
Seit 2016 wurde mit der Version 2016.11 die Business-Edition, die auf der parallel dazu entwickelten Community-Edition basiert, etabliert. Sie orientiert sich an der vom Markt geforderten Stabilität, wohingegen die Community-Edition neue Funktionen in den Mittelpunkt stellt.
Tine 2.0 wurde in drei Varianten angeboten:
- Tine 2.0 Community-Edition (freie Software)
- Tine 2.0 Business-Edition
- Tine 2.0 Individual Entwicklung, die auf die Tine 2.0 Business-Edition aufbaut.[11]

Ab Version 2023.11 gibt es nur noch die Business Edition. Diese erlaubt ohne einen kostenpflichtigen Lizenzschlüssel allerdings nur das Anlegen von bis zu 5 Nutzerkonten.

## Preise
- Im Jahr 2008 war Tine 2.0 Finalist im SourceForge Community Choice Awards in der Kategorie bestes neues Projekt.
- Im Jahr 2009 war Tine 2.0 Finalist bei der „Les Trophées du Libre“ in der Kategorie „Professional“.

## Hauptmerkmale
- Kalender
- IMAP-Webmail-Client
- Adressbuch
- CRM
- Aufgabenverwaltung
- Zeitverwaltung
- Synchronisation mit mobilen Geräten
- VoiP-Integration
- Provisioning von Snom-VoiP-Telefonen
- Klassenverwaltung für Schulen
- Dateimanager mit WebDAV-Schnittstelle
- Umfangreiche CardDAV- und CalDAV-Unterstützung
- Personalverwaltung
- Inventarisierung
- DSGVO-Modul
- Integration für ClamAV